# Richard Westernacher (Politiker, 1846)
Richard Westernacher (* 26. November 1846 in Herrnhaag; † 13. Januar 1924 in Lindheim) war ein hessischer Politiker (NLP) und Abgeordneter der 2. Kammer der Landstände des Großherzogtums Hessen.

## Leben
Richard Westernacher war der Sohn des Ökonomen und Gutspächters in Lindheim, Ferdinand Westernacher (1817–1881) und dessen Frau Marie geborene Jordan (* 1804). Er heiratete Charlotte Friederike Caroline Katharina geborene Draudt (* 1848), die Tochter des Büdesheimer Gutspächters Karl Friedrich Christian Ludwig Draudt.
Richard Westernacher war Gutspächter, Oberamtmann und Ökonomierat in Lindheim.

## Politik
Ab der 26. bis zur 30. Wahlperiode (1887–1899) war er Abgeordneter der Zweiten Kammer der Landstände des Großherzogtums Hessen. In den Landständen vertrat er den Wahlbezirk Oberhessen 13/Büdingen.
Die Reichstagskandidatur im Reichstagswahlkreis Regierungsbezirk Wiesbaden 1 im Jahr 1893 scheiterte nur extrem knapp. Im ersten Wahlgang lag er mit 27,6 % noch gut 5 Prozentpunkte hinter dem SPD-Kandidaten Friedrich Brühne. Im zweiten Wahlgang steigerte er sich auf 49,5 % und lag nur 200 Stimmen hinter Brühne.  
Richard Westernacher war der Zweite Vorsitzender des BdL in Oberhessen.